# 史提夫·拜耳

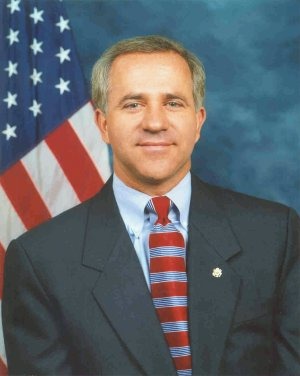
史提夫·拜耳

史提夫·拜耳（Steve Buyer；1958年11月26日—）美國政治人物和陸軍退役上校。在1993年至2011年期間，他曾經擔任印第安納州第4選舉區選出的美國眾議院議員。他的黨籍是共和黨。2010年，他宣布不會尋求連任。